# Serokomla (gemeente)
De gemeente Serokomla is een landgemeente in het Poolse woiwodschap Lublin, in powiat Łukowski.
De zetel van de gemeente is in Serokomla.
Op 30 juni 2004 telde de gemeente 4161 inwoners.

## Oppervlakte gegevens
In 2002 bedroeg de totale oppervlakte van gemeente Serokomla 77,23 km², waarvan:
- agrarisch gebied: 81%
- bossen: 13%

De gemeente beslaat 5,54% van de totale oppervlakte van de powiat.

## Demografie
Stand op 30 juni 2004:
| Omschrijving                   | Totaal | Totaal | Vrouwen | Vrouwen | Mannen | Mannen |
| ------------------------------ | ------ | ------ | ------- | ------- | ------ | ------ |
| eenheid                        | aantal | %      | aantal  | %       | aantal | %      |
| inwoners                       | 4161   | 100    | 2134    | 51,3    | 2027   | 48,7   |
| bevolkingsdichtheid (inw./km²) | 53,9   | 53,9   | 27,6    | 27,6    | 26,2   | 26,2   |

In 2002 bedroeg het gemiddelde inkomen per inwoner 1274,73 zł.

## Aangrenzende gemeenten
Adamów, Jeziorzany, Kock, Wojcieszków